# Mario Mignucci
Mario Mignucci (* 4. November 1937 in Mailand; † 2004) war ein italienischer Philosophiehistoriker auf dem Gebiet der antiken Philosophie.
Mignucci studierte Philosophie, Gräzistik und Logik an der Universität Padua, der Université Fribourg en Suisse und der Universität Rom. In Padua wurde er 1961 promoviert. 1965 habilitierte er sich für Geschichte der antiken Philosophie. Danach lehrte er zunächst als Dozent für Geschichte der Philosophie und von 1970 bis 1998 als Professor für Geschichte der antiken Philosophie in Padua. Ab 1998 war er als Gastprofessor am King’s College London tätig, wo er bereits 1987 einen Forschungsaufenthalt hatte.
Mignucci zählt zu den herausragenden Forschern auf dem Gebiet der antiken Logik (Aristoteles und Stoa).

## Schriften (Auswahl)
- Ancient Logic, Language, and Metaphysics. Selected Essays by Mario Mignucci. Edited by Andrea Falcon and Pierdaniele Giaretta. Routledge, London 2019.
- Syllogism and Deduction in Aristotle’s Logic. In: Monique Canto-Sperber, Pierre Pellegrin (Hrsg.), Le style de la pensée. Recueil de textes en hommage à Jacques Brunschwig. Les Belles Lettres, Paris 2002, S. 244–266.
- Parts, Quantification and Aristotelian Predication. In: The Monist Band 83, 2000, S. 3–21.
- Essay. In: Ammonius and the seabattle. Texts, commentary, and essays. Hrsg. von Gerhard Seel in Zusammenarbeit mit Jean-Pierre Schneider und Daniel Schulthess. W. de Gruyter, Berlin 2001, S. 211ff.
- Ammonius on Future Contingent Propositions. In: Michael Frede, Gisela Striker (Hrsg.), Rationality in Greek Thought. Clarendon Press, Oxford 1999, S. 279–310.
- Logica. In: Enrico Berti (Hrsg.), Aristotele. Guide dei filosofi. Laterza, Roma-Bari 1997, S. 47–101.
- On Aristotle’s Theory of Predication. In: Hans-Christian Günther, Antonios Rengakos (Hrsg.), Beiträge zur antiken Philosophie. Festschrift für Wolfgang Kullmann. Stuttgart 1997.
- The Stoic Analysis of the Sorites. In: Proceedings of the Aristotelian Society, New Series, Band 93, 1993, S. 231–245.
- Expository proof in Aristotle’s Syllogistic. In: Oxford Studies in Ancient Philosophy, Supplementary Volume, 1991, S. 9–28.
- (Hrsg. mit Jonathan Barnes): Matter and Metaphysics. Symposium Hellenisticum IV. Bibliopolis, Neapel 1988. (Symposium Hellenisticum IV, Pontignano 1986)
- Aristotle’ Arithmetic. In: Andreas Graeser (Hrsg.): Mathematik und Metaphysik bei Aristoteles / Mathematics and Metaphysics in Aristotle. (Symposium Aristotelicum, 10). P. Haupt, Bern, Stuttgart 1987, S. 175–211.
- Ὡς ἐπὶ τὸ πολύ et nécessaire dans la conception aristotélicienne de la science. In: Enrico Berti (Hrsg.): Aristotle on Science: The Posterior Analytics. (Symposium Aristotelicum, 8). Antenore, Padua 1981, S. 201–203.
- L'argomentazione dimostrativa in Aristotele. Commento agli Analitici secondi (Commento al libro A). Antenore, Padua 1975.
- On a controversial demonstration of Aristotle’s modal syllogistic. An enquiry on Prior analytics A 15. Antenore, Padua 1972.
- Aristotele, Gli Analitici primi. Traduzione, introduzione e commento di Mario Mignucci. L. Loffredo, Neapel 1969.
- Il significato della logica stoica. Pàtron, Bologna 1965; zweite Auflage 1967.
- La teoria aristotelica della scienza. Sansoni, Florenz 1965.